# Peter von Gayl

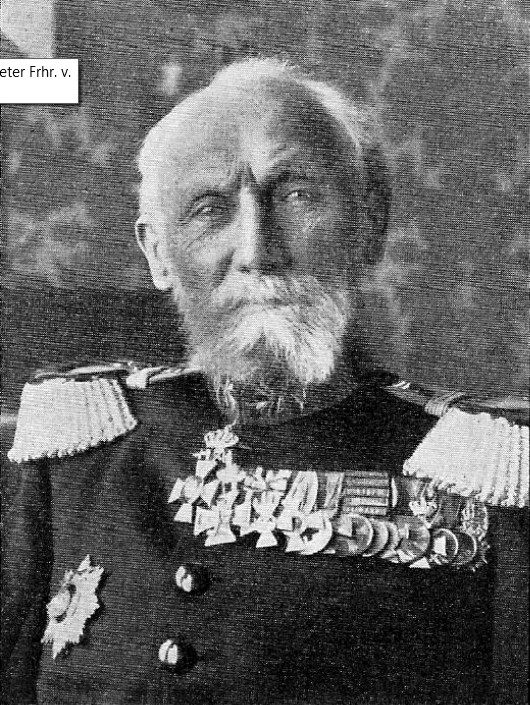
Peter von Gayl

Peter Emil Konstantin Freiherr von Gayl (* 23. September 1830 in Oldenburg; † 30. Dezember 1915 ebenda) war ein preußischer Generalmajor.

## Leben

### Herkunft
Peter entstammte dem ostpreußischen Adelsgeschlecht von Gayl. Er war der Sohn von Ludwig Dietrich Eugen von Gayl (1785–1853), oldenburgischer Generalleutnant a. D., zuletzt Kommandeur der Oldenburgisch-Hanseatischen Brigade im Deutschen Bundesheer und dessen zweiter Ehefrau Anna, geborene Hollmann (* 4. Juni 1796 in Oldenburg; † 1. Dezember 1857 ebenda). Ernst von Gayl war sein jüngerer Bruder.

### Militärlaufbahn
Nach dem Besuch des Gymnasiums und der Höheren Bürgerschule trat Gayl am 14. September 1844 als Kadett in das 2. Infanterie-Regiment der Oldenburgischen Armee ein. Musketier wurde er am 17. September 1847, Portepee-Fähnrich am 4. April 1848, nahm am Feldzug gegen Dänemark 1848/49 teil und wurde am 1. April 1849 zum Leutnant befördert. Als solcher wurde Gayl ab dem 1. Mai 1853 für ein Jahr zum preußischen 2. Garde-Regiment zu Fuß und ab dem 1. Mai 1855 für ein Jahr zur Abteilung in Eutin kommandiert.
Zum Oberleutnant am 17. April 1858 ernannt, wurde Gayl am 26. März 1859 der Titel als Kammerjunker verliehen. Zum Großherzog von Oldenburg, Nikolaus Friedrich Peter, wurde er am 1. Mai 1861 für zwei Jahre als dessen Ordonnanzoffizier kommandiert. Zum Kompaniechef wurde Gayl am 29. April 1865 ernannt. Den Rang eines Hauptmanns erhielt er am 1. Mai mit dem Patent vom 29. April. Den Titel eines Kammerherren erhielt er am 8. Juli 1865. Im Deutschen Krieg kämpften die Oldenburger an der Seite Preußens im Mainfeldzug. Gayl nahm an den Gefechten bei Hochhausen, Werbach und Gerchsheim, sowie an der Beschießung von Würzburg teil.
Vom 1. Oktober 1866 bis zum 1. Mai 1867 war Gayl Kommandeur einer selbstständigen Truppenabteilung in Birkenfeld. Der Verband der Oldenburgischen Armee ging am 25. September 1867 in den der Preußischen auf und Gayl wurde zum Chef der 12. Kompanie des Oldenburgischen Infanterie-Regiments Nr. 91 ernannt.
Im Deutsch-Französischen Krieg nahm er an den Schlachten bei Vionville, Gravelotte, Beaune-la-Rolande und Le Mans, sowie den Gefechten von Laon, Chateau Serquen, Vendôme, Villeporcher, Montoire und Chahaigne teil. Bei der Belagerung von Metz wurde er verwundet. Während des Krieges wurde er am 17. September 1870 mit dem Eisernen Kreuz II. Klasse ausgezeichnet. Zum Kompanieführer beim Ersatzbataillon ernannte man ihn am 23. Juli 1871.
Mit seiner Beförderung am 15. August 1872 zum Major wurde Gayl etatmäßiger Stabsoffizier und acht Tage später, was bis zum 31. Juli 1873 andauern sollte, zum Führer des Ersatzbataillons ernannt. Zum Kommandeur des Bataillons der Füsiliere seines Regiments wurde er am 7. Mai 1875 ernannt. Zum Oberstleutnant wurde er am 11. Juni 1879 ernannt. Als solcher war er vom 2. bis zum 25. Oktober 1879 zu einem Informationskursus an der Militärschießschule. Am 15. Mai 1883 wurde Gayl mit der Führung des 2. Hanseatische Infanterie-Regiments Nr. 76 à la suite der 76er in Hamburg und Lübeck betraut. Unter der Beförderung zum Oberst wurde er am 18. Oktober 1883 zum Kommandeur ernannt. Im 18. Januar 1885 wurde er mit dem Roten Adlerorden III. Klasse mit Schleife ausgezeichnet. Abschied vom Militär nahm Gayl am 23. Mai 1885, nachdem er noch zum Generalmajor ernannt worden war.
Gayl zog nach Oldenburg und wurde oldenburgischer Kammerherr. Von 1888 bis 1905 war er als Vorsitzender des Roten Kreuzes in Oldenburg tätig. Im Oktober 1899 wurde er mit der Rote Kreuz Medaille II. Klasse ausgezeichnet und erhielt im Juni 1905 das Ehrengroßkomturkreuz mit Schwertern am Ringe des Oldenburgischen Haus- und Verdienstordens des Herzogs Peter Friedrich Ludwig.

### Familie
Gayl hatte sich am 6. Oktober 1863 in Oldenburg mit Karoline Freiin von Rössing (* 7. März 1841 in Oldenburg; † 27. Juli 1912 ebenda) verheiratet. Aus der Ehe gingen drei Kinder hervor:
- Klara Adelheid Christine Frederike (* 7. September 1864 in Oldenburg), großherzoglich oldenburgische Ehrendame
- Ernst Friedrich Franz (1870–1945), Major a. D., ⚭ 1904 Margarete Voigt (* 1873)
- Edmund Carl Rudolf (1872–1936), oldenburgischer Kammerjunker und Oberamtsrichter a. D. in Rüstringen